# صالح‌آباد (آشتیان)
صالح‌آباد روستایی از توابع بخش مرکزی شهرستان آشتیان در استان مرکزی ایران است.

## جمعیت
این روستا در دهستان مزرعه نو قرار دارد و براساس سرشماری مرکز آمار ایران در سال ۱۳۹۵، جمعیت آن ۱۶۵ نفر (۶۹ خانوار) بوده‌است.